# Лосьниця
Лосьниця (пол. Łośnica) — село в Польщі, у гміні Полчин-Здруй Свідвинського повіту Західнопоморського воєводства.
Населення — 102 особи (2011).

## Демографія
Демографічна структура станом на 31 березня 2011 року:
|          | Загалом | Допрацездатний вік | Працездатний вік | Постпрацездатний вік |
| -------- | ------- | ------------------ | ---------------- | -------------------- |
| Чоловіки | 53      | 11                 | 39               | 3                    |
| Жінки    | 49      | 2                  | 30               | 17                   |
| Разом    | 102     | 13                 | 69               | 20                   |